# Муху (општина)
Општина Муху (ест. Muhu vald) рурална је општина на крајњем истоку округа Сарема, на западу Естоније.
Општинску територију површине 235,97 km2 чине острва Муху (главно и највеће острво), Кеселајд, Вирелајд, Вијлајд и Сурлајд. Граничи се са општинама Орисаре и Појде на западу, док су на истоку општине округа Ланема. Административни центар општине налази се у селу Лива у ком живи око 230 становника. 
Према статистичким подацима из јануара 2016. на територији општине живело је 1.802 становника, или у просеку око 9,1 становника по квадратном километру.
На територији општине налазе се 52 села. 